# Enicospilus hova
Enicospilus hova là một loài tò vò trong họ Ichneumonidae.